# Live in Buenos Aires (álbum de Coldplay)
Live in Buenos Aires es el quinto álbum en vivo y grabación de concierto de Coldplay, lanzado el 7 de diciembre de 2018. El álbum fue grabado el 15 de noviembre de 2017 en La Plata, siendo el último concierto de la gira A Head Full of Dreams Tour, mientras que Live in São Paulo se filmó el 8 de noviembre de 2017. El combo también incluye el documental Coldplay: A Head Full of Dreams, dirigido por Mat Whitecross, acerca del álbum del mismo nombre. Este lanzamiento marca la primera vez que un concierto de Coldplay fue lanzado en su totalidad.

## Embalaje
El álbum fue lanzado como un conjunto de dos-DVD/dos-CD y dos-DVD/tres vinilos de oro. El embalaje fue realizado por "The Butterfly Package". Un conjunto de dos-CD que incluyó solo Live in Buenos Aires también fue lanzado. Digitalmente, el álbum se publicó para escucharlo en línea o descargarlo, mientras que el recital en vídeo solo está disponible para descargar. La artista islandesa Kristjana S. Williams creó el arte de portada para el embalaje.

## Promoción
La banda anunció el lanzamiento del documental A Head Full of Dreams a mediados de octubre. La semana siguiente, el conjunto fue anunciado por la banda en las redes sociales con un video de ellos tocando en vivo «Viva la Vida» el 2 de noviembre, «Fix You» y «A Head Full of Dreams» el 29 de noviembre. Para promocionar el lanzamiento de A Head Full of Dreams en Amazon Prime Video, Coldplay lanzó tres canciones en vivo a través de Amazon Music el 26 de octubre: «Stayin' Alive» (en vivo en el Festival de Glastonbury) con Barry Gibb; «Us Against the World» (en vivo en Leipzig) y «Don't Panic» (en vivo en París).

## Controversia
El diario El Día de La Plata, la ciudad donde fue el recital en Argentina, cuestionó que Coldplay omitiera la ubicación donde se grabó el álbum, y en vez de eso lo titulara «Live in Buenos Aires», aludiendo a una ciudad distante 60 kilómetros de donde ocurrió el recital. Según este artículo «A pesar de que para muchos esta situación sea una nimiedad, para otros es una gran decepción cuando sus ídolos no nombran su ciudad, sobre todo después de años y años de haber traspasado la autopista para ir a ver estos grandes eventos. Por eso la decepción, siendo locales, es mayor. Se sienten ignorados».

## Lista de canciones
Todas las canciones escritas por Guy Berryman, Jonny Buckland, Will Champion, y Chris Martin, excepto las que se indican.
2 CDs / Descarga digital

| Disco 1 |                                  |          |  |
| N.º     | Título                           | Duración |  |
| 1.      | «A Head Full of Dreams»          |          |  |
| 2.      | «Yellow»                         |          |  |
| 3.      | «Every Teardrop Is a Waterfall»  |          |  |
| 4.      | «The Scientist»                  |          |  |
| 5.      | «God Put a Smile upon Your Face» |          |  |
| 6.      | «Paradise»                       |          |  |
| 7.      | «Always in My Head»              |          |  |
| 8.      | «Magic»                          |          |  |
| 9.      | «Everglow»                       |          |  |
| 10.     | «Clocks»                         |          |  |
| 11.     | «Midnight»                       |          |  |
| 12.     | «Charlie Brown»                  |          |  |

| Disco 2 |                            |          |  |
| N.º     | Título                     | Duración |  |
| 1.      | «Hymn for the Weekend»     |          |  |
| 2.      | «Fix You»                  |          |  |
| 3.      | «Viva la Vida»             |          |  |
| 4.      | «Adventure of a Lifetime»  |          |  |
| 5.      | «De Música Ligera»         |          |  |
| 6.      | «Colour Spectrum»          |          |  |
| 7.      | «In My Place»              |          |  |
| 8.      | «Amor Argentina»           |          |  |
| 9.      | «Something Just Like This» |          |  |
| 10.     | «Sky Full of Stars»        |          |  |
| 11.     | «Up & Up»                  |          |  |
| 12.     | «End Credits»              |          |  |

| DVD 1 / filmación |                                 |          |  |
| N.º               | Título                          | Duración |  |
| 1.                | «A Head Full of Dreams»         |          |  |
| 2.                | «Yellow»                        |          |  |
| 3.                | «Every Teardrop is a Waterfall» |          |  |
| 4.                | «The Scientist»                 |          |  |
| 5.                | «Birds»                         |          |  |
| 6.                | «Always in My Head»             |          |  |
| 7.                | «Magic»                         |          |  |
| 8.                | «Everglow»                      |          |  |
| 9.                | «Clocks»                        |          |  |
| 10.               | «Midnight»                      |          |  |
| 11.               | «Charlie Brown»                 |          |  |
| 12.               | «End Credits»                   |          |  |
| 13.               | «Hymn for the Weekend»          |          |  |
| 14.               | «Fix You»                       |          |  |
| 15.               | «Viva La Vida»                  |          |  |
| 16.               | «Adventure of a Lifetime»       |          |  |
| 17.               | «Colour Spectrum»               |          |  |
| 18.               | «Us Against the World»          |          |  |
| 19.               | «In My Place»                   |          |  |
| 20.               | «Paulistanos»                   |          |  |
| 21.               | «Something Just Like This»      |          |  |
| 22.               | «A Sky Full of Stars»           |          |  |
| 23.               | «Up&Up»                         |          |  |
| 24.               | «End Credits»                   |          |  |

DVD 2
Coldplay: A Head Full of Dreams

## Personal
- Guy Berryman – bajo, teclado, coros
- Jonny Buckland – guitarra eléctrica, teclado, coros
- Will Champion – percusión, coros, guitarra acústica, piano, voz principal ("In My Place")
- Chris Martin – voz principal, teclado, guitarra acústica, piano, coros ("In My Place")